# Capilla San Salvador de Iraty
La capilla de San Salvador de Iraty (Saint-Sauveur d'Iraty en francés) está situada dentro del municipio de Mendive, al sur de la Baja Navarra y departamento francés de Pirineos Atlánticos. Se encuentra en la parte más montañosa de la comuna. Fue etapa en el Camino de Santiago, y allí se realizaba cada año una importante romería con motivo de la Fiesta de la Ascensión.

## Presentación

### El edificio
Se trata de una capilla de fundación románica. Se menciona en los siglos XII y XIII bajo el nombre de Sanctus Salvador. Quedó bajo la encomienda de la Orden de San Juan de Jerusalén de Apat Hospital, dependiente a su vez de la de Irissarry y del Gran Priorato de Navarra. En 1727, fue objeto de una importante restauración, por iniciativa del sacerdote de Béhorléguy, Jean Oxoby-Indart: ensanchamiento de la nave hacia el oeste, contrafuertes al sur.
La capilla presenta una única nave, de piedra caliza y arenisca, de dos niveles, uno semienterrado al que se abre la puerta sur, otro bajo el ático al que se accede por la puerta oeste. Al este, el ábside semicircular se cubre con un tejado a cuatro aguas de pizarra. Excepto en el muro oeste, se conservan los vanos románicos, estrechos, achaflanados, con dinteles de medio punto. La puerta oeste, semicircular, lleva la fecha de restauración: 1727, y el nombre INDART.
Un vía crucis exterior rodea el edificio: cada estación está representada por una columna curva sobre una base, que sostiene un troquel de piedra que lleva la inscripción ESTACIONEA, el número de la estación y un lauburu. La última estación está a una cruz del edificio, con decoración esculpida: una crucifixión en el lado derecho, un sol estilizado o una custodia en el lado izquierdo. Está fechado en 1805.

### Las leyendas de San Salvador

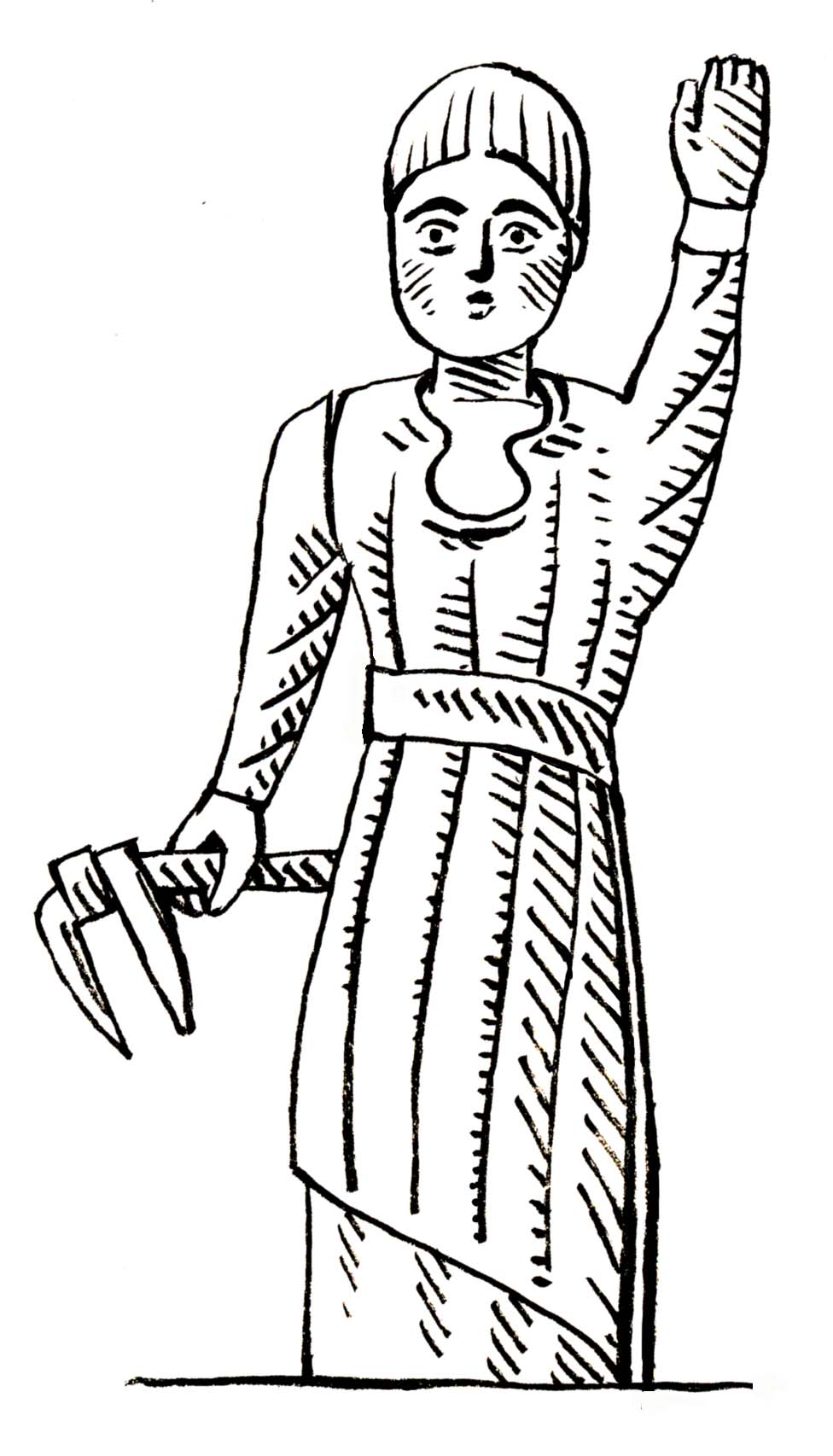
La estatua de Xaindia en San Salvador de Iraty

Xaindia. Cerca del edificio se encuentra una pequeña construcción cuadrada, una especie de nicho que albergaba una muy antigua estatuilla de madera policromada, que representa a una joven con un brazo levantado y el otro sosteniendo una azada. Es Xaindia (Chaindia o Chaindua, la santa) heroína de una leyenda muy vivaz: habiendo salido por la noche a buscar esta herramienta, los espíritus demoníacos la llevaron por el aire. Mientras volaba sobre la capilla, dijo una oración y los espíritus la posaron sobre el suelo.
En el interior de la capilla se guardan otros objetos muy ligados a la leyenda.
Una estatua que representa a San Miguel matando al dragón, elemento frecuente en la montaña.
Candelabro de hierro y cobre ennegrecido que se cree que era de oro y perteneció a los Basajaun. Un pastor atrevido logró apoderarse de él, pero el Basajaun se había puesto en marcha tras él. La vida del pastor sólo se salvó al entrar en la capilla, porque el Basajaun, como todas las criaturas míticas, es detenido por los edificios, los carteles religiosos, el sonido de las campanas. En torno a la capilla de San Salvador hay varias historias que representan conflictos entre pastores y seres fantásticos. Añade la leyenda que el candelero dorado se ennegreció repentinamente cuando los españoles prendieron fuego a la capilla. También es imposible moverlo. Una vez intentaron transportarlo a Mendive, pero no pudieron pasar el paso de Haritz Kurutche.